# Kurumi Yoshida
Pour les articles homonymes, voir Yoshida.
Kurumi Yoshida (吉田 胡桃, Yoshida Kurumi) est une nageuse synchronisée japonaise née le 1er décembre 1991 à Osaka. Elle remporte la médaille de bronze du ballet aux Jeux olympiques d'été de 2016 à Rio de Janeiro.